# Olaf Broch

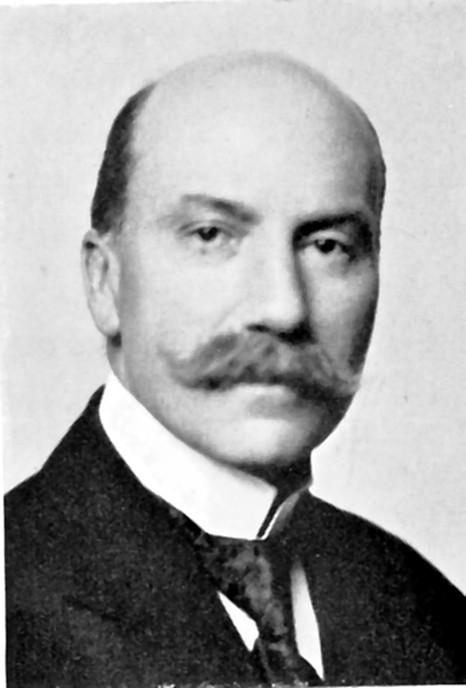
Olaf Broch.

Olaf Broch, född 4 augusti 1867 i Horten, död 28 januari 1961 i Oslo, var en norsk språkforskare. Han var bror till Hjalmar Broch.
Broch blev 1900 professor i slaviska språk vid universitetet i Oslo. Han ägnade sig främst åt fonetisk forskning. Hans studier över ukrainskans uttal i det habsburgska Ungern uppmärksammades inom vetenskapen, liksom hans undersökningar av storryska dialekter. Bland annat påvisade han viktiga spår i sydstorryskan av gamla accentförhållanden. På uppdrag av Balkankommissionen var han även verksam inom sydslaviskt område. Resultatet av dessa arbeten, Die Dialekte des südlichen Serbiens, utgavs 1903. Han tilldelades Fridtjof Nansens belønning for fremragende forskning 1906.
På ryska utkom ursprungligen 1910 hans sedan på tyska 1911 utgivna arbete om grunddragen av de slaviska huvudspråkens dåtida ljudlära, Slavische Phonetik. Tillsammans med Ernst W. Selmer utgav han 1921 Håndbok i elementær fonetik. Senare intresserade han sig för de politiska förhållandena i Ryssland. Mycket uppseende väckte hans reseskildring från Sovjetunionen, Proletariatets diktatur (1923, svensk översättning 1924). Broch översatte även till norska arbeten av en rad ryska författare, som Nikolaj Gogol (Revisorn), Fjodor Dostojevskij (Bröderna Karamazov) och Lev Tolstoj (Anna Karenina).